# Down with Love (Lied)
Down with Love ist ein Popsong, den Harold Arlen (Musik) und E. Y. Harburg (Text) verfassten und 1937 veröffentlichten.

## Hintergrund
Arlen und Yarburg schrieben Down with Love für Kay Thompson, die den Song im Broadway-Musical Hooray for What! vorstellen sollte, jedoch vor der Premiere durch Vivian Vance ersetzt wurde. Bekannt wurde der Song in den Vereinigten Staaten vor allem durch die späteren Coverversionen von Judy Garland und Bobby Darin.

## Erste Aufnahmen und spätere Coverversionen
Zu den Musikern, die den Song ab Oktober 1937 in den Vereinigten Staaten coverten, gehörten Tommy Dorsey and His Orchestra (alias The Clambake Seven; Victor, mit der Sängerin Edythe White). Der Diskograf Tom Lord listet im Bereich des Jazz insgesamt 55 (Stand 2015) Coverversionen, u. a. ab 1942 von Lee Wiley/Eddie Condon, Sylvia Sims, Bobby Short, Diahann Carroll, Jeri Southern/Marty Paich, Blossom Dearie, Ellis Larkins, David Allyn, Susannah McCorkle, George Melly, Julie Wilson (Sings the Harold Arlen Songbook, 1989) und Curtis Stigers. Auch Barbra Streisand (1963) coverte den Song.